# الهجر (ردمان)

تعديل مصدري - تعديل

الهجر هي إحدى قرى عزلة ال بقش بمديرية ردمان التابعة لمحافظة البيضاء، بلغ تعداد سكانها 92 نسمة حسب تعداد اليمن لعام 2004.